# Dixie Road
Dixie Road is een Belgische stripreeks van scenarist Jean Dufaux en tekenaar Hugues Labiano. De reeks werd ingekleurd door Marie-Paule Alluard.
Het eerste nummer verscheen in 1996 bij uitgeverij Dargaud.